# Operation Payback
Ne doit pas être confondu avec Opération Paperclip.
Operation Payback (en français : Opération Vengeance) est un groupe qui coordonne des attaques contre les adversaires du piratage sur Internet et qui se positionne comme défenseur d'un « internet libre et ouvert à tous ». Lorsque les adversaires du piratage ont commencé à lancer des dénis de service distribué (« DDoS ») sur les sites de torrent, les pirates ont décidé à leur tour de lancer des attaques DDoS sur les adversaires du piratage. Operation Payback est affiliée au groupe Anonymous qui s'est établi sur 4chan.

## Histoire
En 2010, plusieurs entreprises Bollywoodiennes ont embauché Aiplex Software pour lancer des attaques DDoS sur des sites torrent qui n'ont pas répondu aux demandes de suppressions de fichiers. Des militants ont alors créé l'opération Payback en septembre 2010 afin d'organiser des représailles. Le plan initial était d'attaquer Aiplex Software directement mais, d'autres personnes ayant mis à exécution l'attaque sur le site de Aiplex quelques heures avant le DDoS prévu, l'opération Payback a alors changé ses plans et lancé des attaques contre les sites Web de la MPAA et l'IFPI, en totalisant pour les deux sites un arrêt total de 30 heures. Dans les deux jours suivants, l'opération Payback a attaqué une multitude de sites affiliés à la MPAA, la RIAA, et BPI.
Les cabinets d'avocats tels que ACS Law (en) et Davenport Lyons (en) ont également été attaqués,. Ces attaques ont été initialement organisées depuis un Channel IRC. Les attaques sont également devenues un sujet populaire sur Twitter. Alors que le cabinet ACS Law (en) tentait de restaurer son site web, une archive de mails, qui avait été stockée dans une sauvegarde, a été exposée. Les pirates ont exploité cette nouvelle vulnérabilité et téléchargé certains courriels du cabinet d'avocats. Ils ont ensuite envoyé les courriels sur différents réseaux P2P et sites web. Le 4 octobre 2010, l'opération Payback a lancé une attaque sur le site du Ministry of Sound et le site Macmillian Gallant. En date du 7 octobre 2010, le temps d'arrêt total de tous les sites attaqués lors de l'opération Payback était de 537,55 heures. Le 15 octobre 2010, Copyprotected.com a été victime d'une injection SQL et a ainsi été défiguré. Trois jours plus tard, l'opération Payback a attaqué le UK Intellectual Property Office par le biais d'une attaque DDoS.
En décembre 2010, les membres de l'Operation:Payback, composée du collectif Anonymous et de nombreux sympathisants, mènent de nouvelles attaques de déni de service contre les sites ayant porté préjudice à WikiLeaks :
- le site Postfinance.ch, qui a gelé un compte bancaire de collecte de fonds en faveur de WikiLeaks
- MasterCard et Visa, qui ont empêché leurs utilisateurs de donner à WikiLeaks
- le cabinet d'avocats suédois des deux femmes poursuivant Julian Assange pour une affaire de « sexe par surprise »

À propos de ces représailles informatiques, des personnalités comme John Perry Barlow, ont parlé du début de la première véritable cyberguerre. Par la suite, le site de micro blogging Twitter, ainsi que Facebook, ont bloqué les comptes des coordinateurs de l'Operation Payback.

## Outils
Opération Payback utilise une version spéciale de Low Orbit Ion Cannon (LOIC). En septembre 2010, un « Hive Mind » mode a été ajouté à LOIC. Avec le Hive Mind mode, LOIC se connecte à IRC où il peut être contrôlé à distance. Cela permet aux ordinateurs sur lesquels LOIC est installé de se comporter comme s'ils faisaient partie d'un botnet.